# PROSITE
PROSITE je baza podataka o proteinskim familijama i domenima. PROSITE sadrži podatke koji opisuju domene, familije i funkcionalna mesta kao i aminokiselinske obrasce, potpise, i profile u njima. Oni su ručno pripremio tim sa Švajcarskog instituta za bioinformatiku. Ti podaci su blisko integisani u Swiss-Prot proteinsku anotaciju. PROSITE je formirao 1988 Amos Bairoch. On je rukovodio grupom više od 20 godina. Od jula 2009 direktor PROSITE, Swiss-Prot i Vital-IT grupa je Ioannis Xenarios.

## Literatura
1. ↑  De Castro E, Sigrist CJ, Gattiker A, Bulliard V, Langendijk-Genevaux PS, Gasteiger E, Bairoch A, Hulo N (2006). „ScanProsite: detection of PROSITE signature matches and ProRule-associated functional and structural residues in proteins”. Nucleic Acids Res. 34 (Web Server issue): W362—365. PMC 1538847 . PMID 16845026. doi:10.1093/nar/gkl124.
2. ↑  Hulo N, Bairoch A, Bulliard V, Cerutti L, Cuche B, De Castro E, Lachaize C, Langendijk-Genevaux PS, Sigrist CJ (2007). „The 20 years of PROSITE”. Nucleic Acids Res. 36 (Database issue): D245. PMC 2238851 . PMID 18003654. doi:10.1093/nar/gkm977.

## Spoljašnje veze
- Архивирано на веб-сајту  (13. мај 2011)